# Anant Kumar

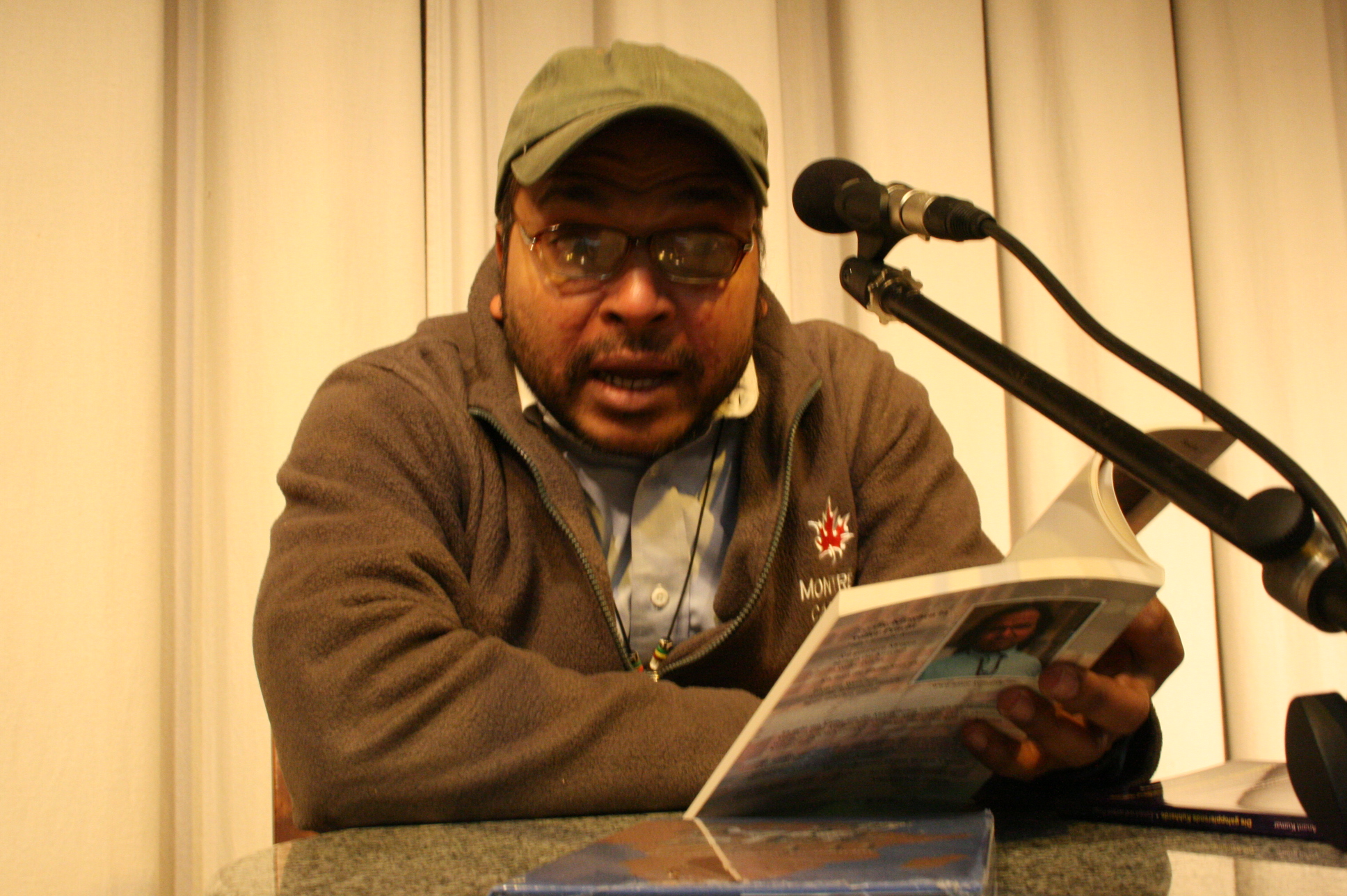
Anant Kumar Dresda 2008

Anant Kumar (n. 28 septembrie 1969 în Motihari/Bihar) este un scriitor german de origine indiană. Anant Kumar trăiește și creează în Kassel.

## Viața
Anant Kumar s-a născut într-o familie de profesori din Bihar, India. A. Kumar studiază din 1991 până în 1998 la Universitatea din Kassel (GHK) germanistica și își încheie studiul (M.A) cu o lucrare despre Alfred Döblins Epos Manas
În scrierile sale, Kumar încearcă să facă legătura dintre experiența unui străin în societatea germană și cultura indiană. Literatura lui Anant Kumar, păstrează amprenta autorului înzestrat cu o percepție ascuțită și capacitatea de înțelegere a mecanismelor societății. Caracteristic lucrărilor lui, sunt Satira și Glosa de o deosebită finețe.
Anant Kumar este membru al Uniunii scriitorilor din Germania (Verband deutscher Schriftsteller) și al Societății de Literatură (Literaturgesellschaft) din Hessen.
Pentru volumele: 
Ein Inder in Deutschland din anul 2008, Maxim Corciova, artist plastic german de origine română execută 27 de grafici, care apar în volumul lui Kumar.
ARCHETYPUS din anul 2011, este un proiect comun, Anant Kumar- Maxim Corciova. Pentru acest proiect, Corciova creează designul volumului și pune la dispoziție fotografiile realizate de regizorul german Thomas Vollmar cu sculpturile din seria Archetipuri (Archetypus) create de el in 2009.

## Cărți publicate

### În limba germană
- Fremde Frau – fremder Mann. Ein Inder dichtet in Kassel. Wiesenburg, Schweinfurt 1997, ISBN 3932497007
- Kasseler Texte. Gedichte, Kurzgeschichten, Beobachtungen, Glossen, Skizzen, Reflexionen. Wiesenburg, Schweinfurt 1998, ISBN 3932497120
- Die Inderin. Prosa. Wiesenburg, Schweinfurt 1999, ISBN 3932497325
- … und ein Stück für Dich. Ein Bilderbuch für Kinder und Erwachsene. Geest, Ahlhorn 2000, ISBN 3934852297
- Die galoppierende Kuhherde : Essays und andere Prosa. Wiesenburg, Schweinfurt 2001, ISBN 3932497589
- Die uferlosen Geschichten. Wiesenburg, Schweinfurt 2003, ISBN 3937101047
- Drei Kilo Hühner. Grotesken, Glossen, Satiren. Fünf-Finger-Ferlag, Leipzig 2005, ISBN 3980893456
- Zeru. Eine siebentägige Geschichte. Wiesenburg, Schweinfurt 2005, ISBN 3937101780
- Indien I. Süß. IATROS, Mainz 2006 ISBN 393743948X
- Indien II. Sauer. IATROS, Mainz 2006, ISBN 3937439498
- Ein Inder in Deutschland. Wiesenburg, Schweinfurt 2008, ISBN 9783939518914
- Der Mond und seine Langeweile. Ein Bilder- und Malbuch für die großen und kleinen Kinder und für das Kind im Erwachsenen. Epla, Ganderkesee 2009, ISBN 9783940554291
- ARCHETYPUS. Epla, Ganderkesee 2011, ISBN 9783940554611
- Indien - Eine Weltmacht! - mit inneren Schwächen. Der Neue Morgen, Rudolstadt 2012, ISBN 9783954800216
- Ibiza: Gespräche, Gedichte und Betrachtungen. Projekte-Verlag, Halle (Saale) 2013, ISBN 9783954863310
- FRIDO - Eine Deutsche Stimme. Der Neue Morgen, Rudolstadt 2013, ISBN 9783954800353

### În limba engleză
- Stories Without Borders Wiesenburg, Schweinfurt 2010, ISBN 3942063417

## Premii literare și distincții
- 2002: Finalist des Würth-Literatur-Preis, (Tübinger Poetik-Dozentur)
- 2003: Poeticus-Kurzgeschichten-Preis, Spittal an der Drau
- 2003: Förderstipendium im Rahmen des Wettbewerbs Inselschreiber, Sylt-Quelle, Rantum
- 2004: Finalist, May-Ayim-Award (Lyrik), Berlin
- 2006: Rudolf-Descher-Feder, Jahresauszeichnung des Autorenverbandes Interessengemeinschaft deutschsprachiger Autoren (IGdA)
- 2010: Finalist, 14. Kurzgeschichten-Menü-Wettbewerb, h+s veranstaltungen GmbH
- 2011: Arbeitsabschlussstipendium "FRIDO - EINE DEUTSCHE STIMME (Erzählungen), Hessisches Ministerium für Wissenschaft und Kunst, Wiesbaden
- 2012: Finalist, Geertje Potash-Suhr Prize for prose in German, SCALG, Colorado
- 2013: Gastdozentur „Adjunct Visiting Lecturer II“, Sommerschule Taos, The University of New Mexico in consortium with California State University Long Beach, 25. Juni 25 – 26. Juli 2013